# (24753) Fujikake
(24753) Fujikake est un astéroïde de la ceinture principale découvert en 1992.

## Description
(24753) Fujikake a été découvert le 28 octobre 1992 à l'observatoire de Kitami, situé à l'est d'Hokkaidō (Japon), par Kin Endate et Kazurō Watanabe.

### Caractéristiques orbitales
L'orbite de cet astéroïde est caractérisée par un demi-grand axe de 2,32 UA, un périhélie de 1,79 UA, une excentricité de 0,23 et une inclinaison de 3,24° par rapport à l'écliptique. Du fait de ces caractéristiques, à savoir un demi-grand axe compris entre 2 et 3,2 UA et un périhélie supérieur à 1,666 UA, il est classé, selon la JPL Small-Body Database, comme objet de la ceinture principale.

### Caractéristiques physiques
(24753) Fujikake a une magnitude absolue (H) de 14,6 et un albédo estimé à 0,086.

## Étymologie
Cet astéroïde est nommé en l'honneur de Youhei Fujikake.